# 金载烨
金载烨（1965年5月17日—）是一名韩国男子柔道运动员。他在1984年洛杉矶夏季奥林匹克运动会中，参加了男子柔道比赛并获得60公斤级银牌。